# نخستین نبرد کاپوآ
نبرد کاپوآ (انگلیسی: Battle of Capua) نخستین نبرد کاپوآ در ۲۱۲ پیش از میلاد بین هانیبال و دو کنسول رومی رخ داد. دو کنسول روم کوینتوس فالویوس فلاکوس و آپیوس کلودیوس پلوچر بودند. لشکریان روم در جنگ شکست خوردند اما توانستند با اداره شرایط بگریزند. هانیبال موقتاً موفق شد محاصره کاپوآ را بشکند اما در نهایت این نبرد کمکی به اهالی کاپوا نکرد.